# Victor Dolipschi
Victor Dolipschi (n. 19 octombrie 1950, București, România – d. 14 ianuarie 2009, București, România) a fost un luptător român, dublu laureat cu bronz la München 1972 și la Los Angeles 1984. 